# Carlos Alberto Carvalho dos Anjos Junior
Carlos Alberto Carvalho dos Anjos Junior, ou simplesmente Juninho (Salvador, 9 de março de 1977) é um ex-futebolista brasileiro que atuava como atacante. Juninho é irmão do ex-futebolista Zé Carlos, campeão brasileiro pelo Bahia em 1988.

## Títulos
Bahia
- Campeonato Baiano: 1998
- Copa Renner: 1997

Palmeiras
- Taça Pedreira: 2002
- Taça Cidade de Jacutinga: 2002
- Troféu 177º Aniversário de Rio Claro: 2002
- Taça River: 2002
- Troféu Aniversário de 100 Anos, de Paulo Coelho Netto: 2002

Kashima Antlers
- Copa Suruga Bank: 2012 e 2013
- Copa da Liga Japonesa: 2012

## Artilharias
- J. League Division 2: 2004
- J. League Division 1: 2007